# Ranunculus brutius
Ranunculus brutius, у т. ч. Ranunculus crimaeus Juz. — вид квіткових рослин з родини жовтецевих (Ranunculaceae).

## Поширення
Росте у Європі (Італія, Греція, Крим, Північний Кавказ) й Азії (Туреччина, Іран, Південний Кавказ).
В Україні вид росте e лісах на галявинах, узліссях — у гірському Криму, у верхньому поясі, зрідка.